# Breno (calciatore 2000)
Breno Washington Rodrigues da Silva, noto semplicemente come Breno (Santana, 1º settembre 2000), è un calciatore brasiliano, centrocampista del Figueirense.

## Caratteristiche tecniche
È un mediano.

## Carriera
Cresciuto nel settore giovanile del Goiás, ha esordito in prima squadra il 23 settembre 2019 disputando l'incontro del Brasileirão vinto 3-0 contro il Fluminense.

## Statistiche
Statistiche aggiornate al 14 agosto 2023.

### Presenze e reti nei club
| Stagione        | Squadra         | Campionato      | Campionato | Campionato | Coppe nazionali | Coppe nazionali | Coppe nazionali | Coppe continentali | Coppe continentali | Coppe continentali | Altre coppe | Altre coppe | Altre coppe | Totale | Totale | Totale |
| Stagione        | Squadra         | Comp            | Pres       | Reti       | Comp            | Pres            | Reti            | Comp               | Pres               | Reti               | Comp        | Pres        | Reti        | Pres   | Reti   |        |
| --------------- | --------------- | --------------- | ---------- | ---------- | --------------- | --------------- | --------------- | ------------------ | ------------------ | ------------------ | ----------- | ----------- | ----------- | ------ | ------ | ------ |
| 2019            | Goiás           | PD/GO+A         | 0+11       | 0          | CB              | 0               | 0               |                    | -                  | -                  | CV          | 4           | 0           | 15     | 0      |        |
| 2020            | Goiás           | PD/GO+A         | 6+29       | 0          | CB              | 3               | 0               | CS                 | 0                  | -                  |             | -           |             | 38     | 0      |        |
| 2021            | Goiás           | PD/GO+A         | 5+14       | 0          | CB              | 1               | 0               |                    | -                  | -                  |             | -           |             | 20     | 0      |        |
| 2022            | Botafogo        | A/RJ+A          | 10+0       | 1          | CB              | 0               | 0               |                    | -                  | -                  |             | -           | -           | 10     | 1      |        |
| 2023            | Botafogo        | A/RJ+A          | 0+1        | 0          | CB              | 0               | 0               | CS                 | 2                  | 0                  |             | -           | -           | 3      | 0      |        |
| 2023            | Ceará           | B               | 9          | 0          | CB              | 0               | 0               |                    | -                  | -                  |             | -           | -           | 9      | 0      |        |
| Totale carriera | Totale carriera | Totale carriera | 85         | 1          |                 | 4               | 0               |                    | 2                  | 0                  |             | 4           | 0           | 95     | 1      |        |